# Басаев, Шамиль Салманович
Шами́ль Салма́нович Баса́ев (чечен. Басанекъан Салман воl Шемал), он же Абдулла́х Шами́ль Абу́-Идри́с (14 января 1965, Дышне-Ведено, Чечено-Ингушская АССР — 10 июля 2006, Ингушетия) — чеченский полевой командир, повстанец, террорист и политик.
Активный участник грузино-абхазской войны (1992—1993) в качестве командира чеченских добровольцев. Получил звание подполковника войск КНК, был командующим Гагрским фронтом, командующим корпусом войск Конфедерации горских народов Кавказа, заместителем министра обороны Абхазии, советником главнокомандующего вооружёнными силами Республики Абхазии. За особые заслуги президент Абхазии Владислав Ардзинба наградил его медалью «Герой Абхазии».
До своей смерти в 2006 был одним из самых известных полевых командиров Чеченской Республики Ичкерия. Являлся Председателем Правительства ЧРИ с 1 января до 3 июля 1998 и вице-президентом Ичкерии в изгнании с 27 июня до 10 июля 2006 года. Главнокомандующий Кавказским фронтом ВС Чечни с 10 марта до 10 июля 2006. Имел звание генерала армии ЧРИ (также посмертно присвоено звание генералиссимуса ЧРИ).
Организовал ряд резонансных террористических актов на территории Российской Федерации. Был внесён в списки террористов ООН, Государственного департамента США и Европейского союза. В России официально значился как террорист № 1, убит 10 июля 2006 года в результате взрыва грузовика на территории Ингушетии недалеко от Назрани.

## Биография

### Ранние годы
Родился 14 января 1965 года на хуторе Дышне-Ведено Веденского района Чечено-Ингушской АССР. Выходец из тайпа Белгатой. До 1970 года жил в Дышне-Ведено, затем в станице Ермоловская. В 1982 году окончил среднюю школу, а с 1983 года около четырёх лет (с перерывами) работал разнорабочим в совхозе «Аксайский» Волгоградской области. В 1983—1985 годах проходил срочную службу в Советской армии (наземные части обеспечения ВВС — в пожарной команде аэродромного обслуживания). По окончании службы трижды пытался поступить на юридический факультет МГУ, однако не проходил по итогам конкурсных экзаменов. В 1987 году поступил в Московский институт инженеров землеустройства, но в 1988 году был отчислен за академическую неуспеваемость по математике (по другим данным — за прогулы).
Во время пребывания в Москве работал контролёром в общественном транспорте и сторожем в закусочной. С 1988 по август 1991 года работал в фирме «Восток-Альфа» заведующим отделом по реализации компьютеров, проживая у хозяина фирмы Супьяна Тарамова, позже воевавшего на стороне Вооружённых сил Российской Федерации, и его брата. Занимался спортом, получил 1-й разряд по футболу. Сообщалось, что с 1989 по 1991 год он также учился в исламском институте в Стамбуле. 19—21 августа 1991 года Басаев участвовал в защите Дома правительства РСФСР («Белого дома») во время путча ГКЧП. В интервью газете «Московская правда» 27 января 1996 года Басаев говорил: «Я знал, что если победит ГКЧП, на независимости Чечни можно будет ставить крест…»
После поражения ГКЧП он вернулся в Чечню. По некоторым данным, возвращение было связано с тем, что Басаев задолжал крупную сумму денег.

### Становление
Летом 1991 года Шамиль Басаев вошёл в состав вооружённого формирования, созданного при Общенациональном конгрессе чеченского народа (ОКЧН). По словам самого Басаева, с этого момента он стал самостоятельно изучать теорию военного дела «по российским учебникам». В интервью «Независимой газете» 12 марта 1996 года Басаев рассказывал об этом так: «Заниматься стал, потому что имел цель. Нас было человек тридцать ребят, мы понимали, что просто так Россия Чечню не отпустит, что свобода — вещь дорогая и за неё надо платить кровью. Поэтому усиленно готовились». В июне — июле 1991 года он создал вооружённую группу «Ведено». Группа занималась охраной зданий, в которых проходили съезды Конфедерации народов Кавказа (КНК) и ОКЧН. В состав группы вошли жители населённых пунктов Беной, Ведено, Дышне-Ведено, Бамут и некоторых других горных сёл.
В октябре 1991 года Басаев выдвинул свою кандидатуру на пост президента Чечни. После победы на выборах Джохара Дудаева сформировал диверсионно-разведывательную группу, базировавшуюся в 12-м городке Грозного. Группа была создана с целью защиты «свободы и интересов ЧРИ и её президента». 9 ноября 1991 года, в знак протеста против попытки введения чрезвычайного положения в Чечено-Ингушетии, совместно с друзьями Саид-Али Сатуевым и Лом-Али Чачаевым (по некоторым данным, в 1995 году они также участвовали в теракте в городе Будённовске) Шамиль Басаев совершил угон пассажирского самолёта Ту-154 из аэропорта города Минеральные Воды в Турцию (самолёт должен был лететь в Екатеринбург). По прибытии в Турцию захватчики потребовали проведения пресс-конференции и после сдались властям. После переговоров были отправлены назад в Чечню. На борту находились 178 заложников, никто из них не пострадал — это была самая бескровная акция Басаева.
В 1992 году занимал должности командира роты, батальона спецназа Национальной гвардии Джохара Дудаева. Из-за расхождений во взглядах на то, какой должна быть независимая Чечня, Басаев в это время занимал по отношению к Дудаеву и его окружению нейтральную позицию.

### Абхазия и Нагорный Карабах
В конце 1991 — начале 1992 года Басаев принимал участие в конфликте в Нагорном Карабахе на стороне Азербайджана. Выяснилось, что боевики, которые воевали против армян в Карабахе, входили в состав группировки, оборонявшей Грозный. Кроме того, Шамиль Басаев сражался в осаждённой Шуше. По некоторым данным, отряд Басаева также участвовал в перевороте Сурета Гусейнова и свержении Эльчибея, способствуя приходу к власти в Азербайджане Гейдара Алиева.
Воевавший в Карабахе азербайджанский полковник Азер Рустамов называл роль Басаева и Радуева в сражениях лета 1992 года «неоценимой», поскольку, по его словам, численность чеченских добровольцев составляла около 100 человек. Но согласно бывшему начальнику штаба союза армянских добровольцев «Еркрапа», заместителю министра по чрезвычайным ситуациям Армении генерал-майору Аствацатуру Петросяну, летом 1992 года на стороне азербайджанцев воевали порядка 400 чеченских боевиков под руководством Басаева. 3 июля 1992 года во время боёв за село Кармраван многие из них были убиты, а 120 попало в плен, после чего Шамиль Басаев больше не вернулся в Карабах.
В августе 1992 года Басаев отправился во главе отряда боевиков в Абхазию для участия в грузино-абхазском конфликте на абхазской стороне. Официально отряд добровольцев из Северного Кавказа участвовал в боевых действиях как вооружённое подразделение Конфедерации народов Кавказа (КНК). В Абхазии Басаев хорошо проявил себя во время боёв с грузинскими частями, был назначен командующим Гагрским фронтом, командующим корпусом войск КНК, заместителем министра обороны Абхазии, советником главнокомандующего вооружёнными силами Абхазии. Отряд Басаева был в авангарде абхазских войск во время штурма города Гагры. Шамиль Басаев получил звание подполковника войск КНК. За особые заслуги президент Абхазии Владислав Ардзинба наградил его медалью «Герой Абхазии». Генерал-полковник Геннадий Трошев, командующий российскими войсками в ходе боевых действий в Чечне и Дагестане в 1995—2002 годах, в своей книге «Моя война. Чеченский дневник окопного генерала» так описал деятельность Басаева в окрестностях Гагры и посёлка Леселидзе:

Басаевских «янычар» (а их было 5 тысяч) отличала на той войне бессмысленная жестокость. Осенью 1992 года в окрестностях Гагры и посёлка Леселидзе лично сам «командующий» руководил карательной акцией по уничтожению беженцев. Несколько тысяч грузин были расстреляны, вырезаны сотни армянских, русских и греческих семей. По рассказам чудом спасшихся очевидцев, бандиты с удовольствием записывали на видеоплёнку сцены издевательств и изнасилований.

#### Басаев и ГРУ
По некоторым утверждениям, во время грузино-абхазского конфликта 1992—1993 годов чеченские добровольцы проходили подготовку при участии российских военных специалистов. Бывший офицер спецподразделения «В» Федеральной службы контрразведки Константин Никитин утверждал, что Басаев обучался диверсионному делу офицерами ГРУ на базе 345-го воздушно-десантного полка (по заявлениям тогдашнего парламента Грузии — на Майкопской базе ГРУ). Бывший начальник Центра общественных связей ФСБ Александр Михайлов заявлял, что «большой вклад в формирование Басаева как военного специалиста и профессионального диверсанта внесли российские военспецы и советники, работавшие на абхазской стороне». Председатель Народного собрания Чечни Дук-Ваха Абдурахманов утверждал, что Басаев был кадровым офицером ГРУ; подобные заявления делались также Русланом Аушевым. Генерал-майор КГБ СССР в отставке Ю. И. Дроздов отмечал, что Басаев был одним из руководителей подразделения специального назначения, причастного к военным.
В интервью «Независимой газете» 12 марта 1996 года Басаев опроверг информацию, что проходил подготовку на базе российского 345-го воздушно-десантного полка: «Там ни один чеченец не учился, потому что их не брали». Представители чеченских сепаратистов всегда отвергали утверждения о сотрудничестве Басаева со спецслужбами России, называя их умышленной попыткой дискредитировать Басаева в глазах его сторонников.

### Возвращение и антидудаевская оппозиция
В начале 1993 года Басаев вернулся в Грозный и сформировал отдельный боевой отряд из чеченцев, принимавших участие в боевых действиях на территории Абхазии (впоследствии он стал известен как «Абхазский батальон»). Во время политической борьбы между президентом Дудаевым и оппозицией Шамиль Басаев выступал посредником на переговорах. В начале 1994 года он совершил поездку в Афганистан и Пакистан как официальный представитель ЧРИ. В апреле — июле того же года Басаев находился в Афганистане для прохождения специальной военной подготовки, попытавшись также организовать отправку бойцов своего отряда в эту страну; однако, по его словам, полностью осуществить это не удалось (из всей группы до Афганистана добралось только 12 человек, из которых 9 заболели малярией).
После вооружённого выступления формирований Умара Автурханова и Руслана Лабазанова летом 1994 года Басаев вступил в боевые действия на стороне Джохара Дудаева. «Абхазский батальон» стал основной силой Дудаева при штурме штаб-квартиры Р. Лабазанова в Грозном (июль 1994) и разгроме группировки Лабазанова в Аргуне (сентябрь 1994). Также бойцы Басаева участвовали в нападениях на резиденцию Руслана Хасбулатова в Толстой-Юрте и базу Бислана Гантамирова в Урус-Мартане.

### Первая чеченская война
26 ноября 1994 года «Абхазский батальон» Басаева составил костяк вооружённых формирований Дудаева при отражении штурма Грозного совместными силами российских танковых частей и формирований антидудаевской оппозиции.
С ноября 1994 по март 1995 года Шамиль Басаев являлся одним из руководителей обороны Грозного. Несмотря на отход основных сил боевиков в конце января, отряд Басаева держал оборону в посёлке Черноречье (южный пригород Грозного) до начала марта. 13 февраля 1995 года Басаев принимал участие в переговорах с представителями российского командования в станице Слепцовской (Ингушетия).
В 1995 году он занимал должности командира разведывательно-диверсионного батальона, командующего Южным фронтом, и руководил созданием системы обороны около населённого пункта Ножай-Юрт.
9 мая 1995 года Басаев заявил, что делает упор на диверсионно-подрывную деятельность, так как только посредством такой тактики можно вынудить российское руководство сесть за стол переговоров.
14—19 июня 1995 года совместно с Асламбеком Абдулхаджиевым и Асланбеком Исмаиловым Шамиль Басаев организовал и возглавил рейд отряда чеченских боевиков на территорию Ставропольского края, который завершился захватом больницы в Будённовске. После возвращения в Чечню он занимал должность командующего Восточным фронтом.
21 июля 1995 года приказом Джохара Дудаева Басаеву было досрочно присвоено звание бригадного генерала ЧРИ «за особые заслуги перед Отечеством, проявленные мужество, самоотверженность по отражению российской агрессии».
В апреле 1996 года (после гибели Дудаева) Шамиль Басаев стал одним из руководителей Государственного комитета обороны и главнокомандующим вооружёнными силами ЧРИ. Он заявлял, что для прекращения войны недостаточно вывода российских войск из Чечни, поскольку «Россия должна заплатить нам компенсацию за нанесённый ущерб». Басаев призывал к выходу всех мусульманских республик Северного Кавказа из состава РФ и к их объединению в единое государство.
Летом 1996 года Басаев занимал должность командующего Центральным фронтом и был одним из организаторов и руководителей операции «Джихад» (6 августа 1996 года), в ходе которой чеченские боевики захватили большую часть Грозного и блокировали группировки российских войск в Аргуне и Гудермесе.

### Межвоенный период
В сентябре 1996 года Басаев был назначен председателем таможенного комитета в сформированном Зелимханом Яндарбиевым коалиционном правительстве ЧРИ; два месяца спустя он отказался от предложенного ему поста вице-премьера.
В ноябре 1996 года Шамиль Басаев выдвинул свою кандидатуру на пост президента Чеченской Республики Ичкерия, баллотировавшись в паре с Вахой Ибрагимовым (советником Яндарбиева по внешнеполитическим вопросам). По итогам выборов 27 января 1997 года он получил 23,5 % голосов избирателей и занял второе место.
В феврале 1997 года Басаев участвовал в организации партии «Маршонан тоба» (чечен. «Партия свободы») и на учредительном съезде был избран её почётным председателем.
1 апреля 1997 года его назначили первым вице-премьером правительства ЧРИ. Басаев курировал промышленность и замещал председателя правительства (Аслана Масхадова) во время его отсутствия.
10 июля 1997 года он подал в отставку с поста первого заместителя председателя правительства ЧРИ «по состоянию здоровья» (отставка не была принята).
12 января 1998 года Шамиль Басаев был назначен исполняющим обязанности председателя кабинета министров ЧРИ. 12 февраля предложенный Басаевым состав правительства был единогласно утверждён парламентом ЧРИ.
26 апреля 1998 года Басаев был избран председателем Конгресса народов Ичкерии и Дагестана (КНИД), созванного в этот день в Грозном по инициативе движения «Исламская нация» (руководитель — Мовлади Удугов). Целью создания конгресса было объявлено «освобождение мусульманского Кавказа от российского имперского ига».
В 1998 году он возглавил Федерацию футбола ЧРИ и работал над развитием спорта в республике. Кроме того, Басаев сам играл за грозненский футбольный клуб «Терек».
3 июля 1998 года Шамиль Басаев подал Масхадову заявление об отставке с поста премьер-министра. Причиной отставки правительства были названы неудачи кабинета министров в осуществлении программы экономических преобразований, однако не исключено, что Басаев сложил с себя полномочия ввиду несогласия с жёсткой политикой властей в вопросе разоружения формирований оппозиции.
4 июля 1998 года вместе с Хаттабом Басаев провёл смотр сил Исламской миротворческой бригады (военное подразделение КНИД) на учебной базе «Кавказ».
19 июля 1998 года он был назначен заместителем главнокомандующего вооружёнными силами ЧРИ.
В феврале 1999 года Шамиль Басаев распустил свою партию «Маршонан тоба». В том же месяце он стал председателем (амиром) оппозиционной Аслану Масхадову Шуры, в которую вошёл ряд чеченских полевых командиров и политиков, выступавших за отставку президента ЧРИ.
В межвоенный период Басаев сблизился с ваххабитами и публично говорил о возможности использования против России оружия массового поражения, призывал к созданию «халифата» от Каспийского до Чёрного моря. В интервью Би-би-си в 1998 году он заявил: «Лично я не хотел бы, чтобы Россия признала сегодня независимость Чечни, потому что, если это случится, то нам придётся признать Россию — то есть колониальную империю — в её нынешних границах <…> Я не хотел бы подтверждать их право управлять Дагестаном, Кабардино-Балкарией или Татарией».

### Вторая чеченская война
В августе и сентябре 1999 года совместно с Хаттабом Басаев возглавлял Исламскую «миротворческую» бригаду и объединённые отряды полевых командиров во время рейдов на территорию Дагестана.
В конце 1999 — начале 2000 года Шамиль Басаев вместе с Асланом Масхадовым возглавлял оборону Грозного от федеральных войск. В первых числах февраля 2000 года он командовал отрядами боевиков, попытавшимися прорваться из окружённой чеченской столицы. При этом боевики понесли большие потери, а сам Басаев подорвался на мине и получил тяжёлое ранение правой ноги, которую из-за вероятного развития гангрены позже пришлось ампутировать в полевых условиях. Операцию провёл известный хирург Хасан Баиев. Несмотря на ранение, Басаев продолжил осуществлять военное руководство действиями боевиков. По данным федеральных сил, место базирования Басаева до весны 2001 года располагалось в селе Дуиси Ахметского района Грузии.
В середине лета 2002 года совместно с Масхадовым Басаев организовал в горах Чечни Большой Меджлис (совещание), на который собралось большое количество полевых командиров. На Маджлисе были приняты поправки к конституции ЧРИ, утверждённой в 1992 году. Также был сформирован Государственный комитет обороны — Маджлисуль Шура ЧРИ, в который был интегрирован руководимый Басаевым ВВМШ. Басаев занял должность главы военного комитета ГКО—Маджлисуль Шура; кроме того, он был назначен на должность заместителя Главнокомандующего и стал наибом (заместителем) Масхадова.
В начале осени 2002 года Шамиль Басаев сформировал диверсионно-террористический отряд Риядус-Салихийн. После того, как группа Мовсара Бараева осуществила массовый захват заложников в Москве, Басаев подал в отставку со всех занимаемых постов в официальном руководстве ЧРИ и призвал чеченский народ сплотиться вокруг Масхадова. Как отмечали журналисты, в ходе военных действий в Чечне, и в особенности после смерти Хаттаба в 2002 году, произошло сближение Басаева с Масхадовым: Басаев стал более лоялен по отношению к президенту ЧРИ. Он был единственным чеченцем в Маджлисуль Шуре, занимавшимся распределением финансов между группировками боевиков (все остальные были арабами). Финансовые вопросы стали одной из причин разногласий между Басаевым и Масхадовым — первый располагал автономными источниками, а второй столкнулся с серьёзным недостатком средств, когда ряд западных стран перекрыли финансовые потоки террористов после терактов 11 сентября 2001 года в США.
Мы будем стремиться как можно скорее избавить наш многострадальный народ от кафирского гнёта и от гнёта национал-предателей.

Басаев и Масхадов (ноябрь 2004)

С 2003 года Басаев часто перемещался по территории Северного Кавказа и большую часть времени, предположительно, проводил вне Чечни. С июля по конец августа 2003 года с женой и двумя охранниками (один из которых, Хамид Басаев, был его племянником) он скрывался в частном домовладении в г. Баксан в Кабардино-Балкарии. В конце августа в спецслужбы поступила информация о местонахождении Басаева, и в ночь на 24 августа спецподразделения МВД и ФСБ окружили дом и предприняли попытку штурма. Но Басаеву с женой, одним из охранников и гостем удалось с боем вырваться из окружения (сам Басаев получил ранения в ногу). Хамид Басаев был тяжело ранен и остался прикрывать отход группы. Когда к нему приблизился милиционер, боевик подорвал себя гранатой. Утверждается, что Шамиль Басаев поднялся в Тызылское ущелье, а затем покинул Кабардино-Балкарию.
23 августа 2005 года указом президента ЧРИ Абдул-Халима Садулаева Басаев был назначен вице-премьером ЧРИ (куратором силового блока). 27 июня 2006 года, по указу преемника Садулаева Докки Умарова, Басаев также получил должность вице-президента ЧРИ. Тогда же обнародовано известное письмо Басаева Путину.
10 июля 2006 года на сайте сепаратистов «Кавказ-центр» со ссылкой на так называемый Военный комитет Ичкерии появилось сообщение, что Шамиль Басаев погиб в селе Экажево Назрановского района Ингушетии в результате случайного самопроизвольного взрыва грузовой автомашины со взрывчаткой. По данным Военного комитета сепаратистов, никакой спецоперации против Басаева не проводилось.
По официальной версии, получившей впоследствии многочисленные подтверждения, убийство Басаева — результат спецоперации, проведённой российскими спецслужбами во время подготовки боевиками во главе с Басаевым террористического акта в Ингушетии. По этой же версии, спецоперация ФСБ, результатом которой и стало убийство Басаева и других боевиков, готовилась загодя, ещё на стадии изготовления оружия, проданного боевикам.

### Убийство
«Не существует оправдания тому, что случилось в бесланской школе, и я знаю, что Шамиль Басаев сожалел об этом сердцем и душой, — заявлял Ахмед Закаев. — И все же я думаю, что в первую очередь история запомнит Шамиля Басаева не по Беслану, а по его 15-летней борьбе против российской оккупации».
Сообщения о ликвидации Шамиля Басаева, как и в случае со многими другими лидерами боевиков, появлялись неоднократно. В частности, сообщения появлялись в мае 2000 года, 3 февраля 2005 года, 13 октября 2005 года. Каждый раз российские СМИ заявляли, что Басаев был ликвидирован в результате спецоперации.
По информации ФСБ, Шамиль Басаев был ликвидирован в ночь с 9 на 10 июля 2006 года в районе села Экажево (Назрановский район Ингушетии) после взрыва сопровождавшегося им грузовика «КамАЗ» с оружием и боеприпасами. Вместе с Басаевым погиб командующий Ингушским сектором Кавказского фронта Иса Куштов и ещё три боевика (Тархан Ганижев, Мустафа Тагиров и Саламбек Умадов), а также хозяин участка Алихан Цечоев.
Через несколько часов после обнаружения и осмотра ингушской милицией места взрыва директор ФСБ Николай Патрушев официально заявил, что Басаев вместе с другими боевиками был ликвидирован в результате секретной спецоперации, а планировавшийся взрыв связан с предстоящим саммитом «Большой восьмёрки».
Во взорванном грузовике перевозилось большое количество неуправляемых ракетных снарядов, гранатомётов и патронов различных калибров. На основании этого в прессе возникла версия, что агентами ФСБ в партию оружия во время транспортировки было добавлено некое специальное взрывное устройство, сдетонировавшее в определённый момент.
Источники, связанные с чеченскими сепаратистами, склонны утверждать о случайности взрыва, вызванного неосторожным обращением со взрывчаткой.
Окончательно опознать тело Басаева удалось только через полгода, после проведения молекулярно-генетической экспертизы.
13 июля 2006 года новостное агентство Би-би-си отмечало, что «смерть Басаева оставила в Чечне зияющий пробел, который не в состоянии заполнить ни один из живущих ныне лидеров боевиков».
В 2011 году на Первом канале был показан документальный фильм «План „Кавказ-2“: Метастазы», в котором прозвучала аудиозапись Доку Умарова, где он заявлял, что Басаева взорвали либо грузинские, либо российские спецслужбы.

## Террористические акты
Французский историк и журналист Кристоф Чикле в статье про Басаева в «Энциклопедии Универсалис» отмечал:
 В его «списке» более 1000 погибших и организация самых кровавых террористических актов на Северном Кавказе и в России: захват заложников в Будённовске на юге России в 1995 году (166 погибших), захват заложников в московском театре в октябре 2002 года (130 погибших), захват заложников в бесланской школе в Северной Осетии в сентябре 2004 года (339 погибших), не говоря уже о взрыве двух российских самолётов (90 погибших) и убийстве 9 мая 2004 года Президента Чечни Ахмата Кадырова, погибшего от взрыва бомбы на центральном стадионе Грозного.

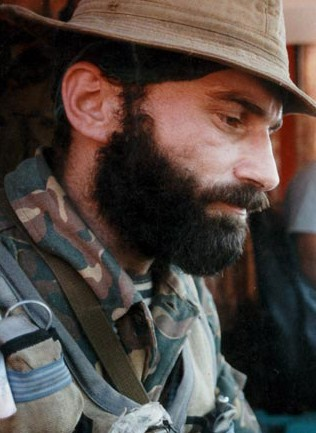
Басаев в Будённовске (1995)

### Теракт в Будённовске (1995)
14 июня 1995 года совместно с Асланбеком Абдулхаджиевым и Асланбеком Исмаиловым Басаев организовал и возглавил рейд банды из 200 боевиков на территорию Ставропольского края, в ходе которого ими был захвачен город Будённовск. Когда к городу подошли крупные силы российской армии, боевики взяли в заложники около 1500 местных жителей, захватили городскую больницу и потребовали прекращения военных действий в Чечне и начала переговоров между правительством России и Джохаром Дудаевым. 17 июня спецподразделения МВД и ФСБ предприняли несколько неудачных попыток штурма больницы. 18 июня председатель правительства РФ Виктор Черномырдин лично провёл переговоры с Басаевым, в ходе которых частично согласился на условия боевиков. 19 июня отряд Басаева освободил большую часть заложников и на автобусах вернулся в горную часть Чечни.
За время нападения погибло более 130 местных жителей. По словам Басаева, боевики планировали доехать до Москвы, однако не смогли этого сделать из-за обнаружения их отряда в Будённовске сотрудниками местного ГАИ.

### Похищение представителя миссии «Врачи без границ» в Чечне (2001)
9 января 2001 года чеченские боевики похитили гражданина США Кеннета Глака, представителя гуманитарной миссии «Врачи без границ» в Чечне. 27 января Басаев написал Глаку письмо, в котором извинился за похищение, утверждая, что оно было «самодеятельностью некоторых наших моджахедов», которые посчитали Глака шпионом. 3 февраля Глака освободили. По данным следствия, его похитили боевики из отряда полевого командира Абубакара Джумаева, убитого в феврале 2002 года.

### Теракт на Дубровке (2002)
Захват заложников в Театральном центре на Дубровке в Москве 23 октября 2002 года, в результате которого погибло 129 заложников. Басаев в специальном заявлении взял на себя ответственность за организацию захвата; впоследствии он утверждал, что группа Басаева должна была захватить здания Государственной Думы и Совета Федерации РФ.

### Взрыв у Дома Правительства Чечни (2002)
Взрыв грузовика со взрывчаткой возле Дома правительства в Грозном 27 декабря 2002 года, в результате которого погиб 71 человек (сотрудники правительства Чечни и военнослужащие), а само здание было полностью разрушено. 10 февраля 2003 года Басаев взял на себя ответственность за подрыв от имени отряда «Риядус-Салихийн», а 24 февраля в отдельном заявлении он рассказал о подробностях нападения и предоставил видеозапись взрыва здания. По словам Басаева, за рулём грузовика находилась чеченская семья (отец, дочь и сын), часть которой погибла во время боевых действий.

### Серия терактов с использованием террористов-смертников (2003)
Серия террористических актов с использованием террористов-смертников в 2003 году: 5 июля — взрыв на рок-фестивале «Крылья» в Тушино (Москва), 1 августа — подрыв военного госпиталя в Моздоке, 5 и 9 декабря — взрывы в электричке в Ессентуках и около московской гостиницы «Националь». За все эти теракты Басаев взял на себя ответственность от имени амира (командира) отряда «Риядус-Салихийн». Но позже было установлено, что все эти взрывы были совершены автономной группировкой «Джамаат моджахедов Карачая».

### Подрыв газопроводов и опор ЛЭП в Московской области (2004)
23 февраля 2004 года Басаев сообщил, что 18 февраля диверсантами из отряда «Риядус-Салихийн» в окрестностях Москвы было взорвано 60 гранатомётных снарядов и некоторое количество пластита, с помощью чего были выведены из строя два магистральных газопровода (один из них — в Раменском районе Московской области) и Московская водообогревающая электростанция. Также были подорваны три высоковольтные опорные линии электропередачи, которые питали водообогревающую станцию. По словам Басаева, целью операции было выведение из строя системы отопления Москвы, способное повлечь за собой промерзание коммуникаций. Руководству России, по версии Басаева, удалось избежать промерзания системы, на время ремонтных работ направив в Москву газ, предназначавшийся для поставок в другие страны.
9 марта 2004 года на сайте чеченских сепаратистов «Кавказ-центр» была представлена видеозапись подготовки боевиков к совершению подрывов. Повреждение газопровода привело к временным сбоям в подаче газа в отдельные дома окрестных сёл, посёлков и деревень. Член комитета Совета Федерации РФ по безопасности Николай Тулаев назвал заявление Басаева «пропагандистской шумихой».
15 марта 2004 года в Подмосковье были взорваны несколько опор ЛЭП. В результате взрывов обрушились три опоры ЛЭП, у четвёртой вышки были обнаружены заложенные кумулятивные заряды из выстрелов к подствольному гранатомёту. Представитель ГУВД по Московской области заявил, что подрывы опор ЛЭП совершила та же группа, что и подрыв газопровода 18 февраля.

### Теракт в Грозном 9 мая 2004 года
Взрыв 9 мая 2004 года на стадионе «Динамо» в Грозном, в результате которого были убиты президент Чеченской Республики Ахмат Кадыров и председатель госсовета ЧР Хусейн Исаев, а также был тяжело ранен командующий Объединённой группировкой войск на Северном Кавказе генерал-полковник Валерий Баранов (ему оторвало ногу). 17 мая того же года Басаев взял на себя ответственность за этот теракт. 15 июня 2006 года на сайт «Кавказ-центр» был загружен видеосюжет о встрече Басаева с Доку Умаровым, в ходе которой Басаев подтвердил свою причастность к покушению на Кадырова. Согласно этому заявлению, исполнителям подрыва было заплачено 50 тысяч долларов.

### Теракты в Москве (2004)
В сентябре 2004 года Басаев от имени бригады «Риядус-Салихийн» взял на себя ответственность за теракты в Москве — взрыв на Каширском шоссе 24 августа и подрыв террористки-смертницы около входа на станцию метро «Рижская» 31 августа. Позже было установлено, что эти и некоторые другие теракты были совершены автономной группировкой «Джамаат моджахедов Карачая».

### Взрывы на самолётах (2004)
Взрывы двух российских пассажирских лайнеров Ту-134 и Ту-154 24 августа 2004 года. В интервью Андрею Бабицкому Басаев утверждал, что отправленные им террористы не взрывали самолёты, а только захватили их, а также заявил, что эти самолёты якобы были сбиты системами российской ПВО.

### Захват школы в Беслане (2004)

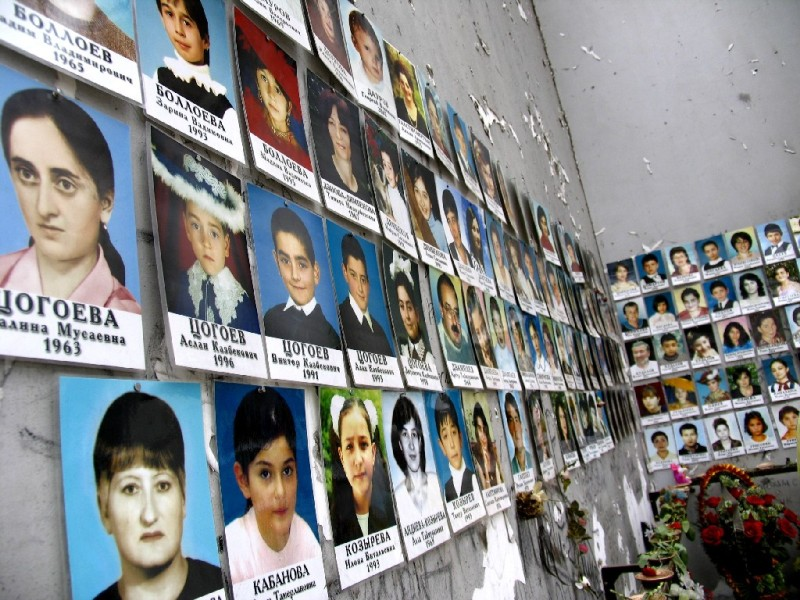
Жертвы трагедии в Беслане

Захват школы № 1 в Беслане (Северная Осетия) 1—3 сентября 2004 года, в результате которого погибло 333 человека (из них 186 детей). Басаев взял на себя ответственность за организацию этого нападения в заявлении, опубликованном через две недели после захвата. Позже он сделал ещё одно заявление по этому поводу.

### Авария в энергосистеме в Москве и поджог Театра имени Станиславского и Немировича-Данченко (2005)
27 мая 2005 года Басаев заявил, что отключение электричества в Москве, Московской области и некоторых других областях произошло в результате подрывов, которые 24—25 мая осуществила специальная диверсионная группа боевиков. Согласно заявлению Басаева от 28 мая 2005 года, сгоревший Театр имени Станиславского и Немировича-Данченко также был подожжён диверсионной группой, которой «поставлены задачи по уничтожению экономических, политических, административных и культурно-пропагандистских центров в городах России и особенно в Москве». Представители властей России всегда отрицали причастность Басаева к энергокризису и пожару в театре.

## Крупные боевые операции и нападения

### Штурм Грозного (1996)
Штурм города Грозный чеченскими боевиками 6 августа 1996 года. Басаев был одним из организаторов операции и лично командовал основными силами ЧРИ. После трёх недель непрерывных боёв правительство РФ пошло на соглашение с сепаратистами и вскоре начало вывод войск из Чечни.

### Вторжение боевиков в Дагестан (1999)
Вторжение боевиков на территорию Дагестана в августе — сентябре 1999 года. Басаев руководил объединёнными отрядами боевиков совместно с Хаттабом и, по его словам, лично проводил предварительные разведывательные мероприятия.

### Нападение на Назрань (2004)
В ночь на 22 июня 2004 года боевики под руководством Басаева совершили рейд на Ингушетию, на несколько часов захватив или блокировав ряд крупных административных и военных объектов Ингушетии. По официальным данным, в ходе нападения были убиты 97 человек, в том числе 28 гражданских лиц. Потери боевиков составили, по их словам, 6 человек убитыми и несколько ранеными (всего в операции было задействовано 570 членов местных и чеченских вооружённых формирований). 26 июля 2004 года боевиками была распространена видеозапись, на которой Басаев запечатлён на складе МВД Ингушетии в ночь нападения.

### Нападение на Нальчик (2005)
Нападение на город Нальчик 13 октября 2005 года, в результате которого, по официальным данным, было убито 15 мирных жителей и 35 сотрудников силовых структур. Всего на город напали свыше 200 боевиков. Из них 95 были убиты, более 70 — арестованы. Позже была распространена видеозапись совещания командиров боевиков, прошедшего накануне атаки на Нальчик. В августе 2007 года управление Генпрокуратуры России по Южному федеральному округу официально объявило о том, что Басаев был одним из руководителей нападения.

## Награды
Шамиль Басаев был награждён высшими наградами самопровозглашённой ЧРИ «Къоман сий» (чечен. «Честь нации») и «Къоман турпал» (чечен. «Герой нации»). За особые заслуги президент Абхазии Владислав Ардзинба наградил его медалью «Герой Абхазии». В 2007 году Доку Умаров, президент Чеченской Республики Ичкерия, посмертно присвоил Басаеву звание «генералиссимус».

## Литературное творчество
В разное время Басаев писал стихи на русском и чеченском языках. В 2004 году он написал книгу (сборник наставлений) под названием «Книга муджахида». Книга написана по мотивам произведения Паоло Коэльо «Книга воина света», которую Басаев переработал, «убрав некоторые излишества, и укрепил всё это аятами, хадисами и историями из жизни асхабов…».
За свою жизнь Шамиль Басаев написал значительное количество писем, текст большей части которых стал известен ещё при его жизни.

### Письмо Басаева Владимиру Путину
«Письмо Шамиля Басаева Владимиру Путину» — журналистское название документа и наиболее известное письмо, отрывки из которого были распространены в июне 2006 года рядом российских СМИ; в 2010 году оно было полностью опубликовано Дмитрием Рогозиным в своей книге. Послание было передано через экс-президента Ингушетии Руслана Аушева и главу Северной Осетии Александра Дзасохова; по утверждению Юрия Фельштинского, оно изначально не являлось «открытым письмом». Отрывки из записки Басаева были озвучены прокурором Марией Семисыновой на 53-м заседании судебного процесса над террористом Нурпаши Кулаевым 19 января 2006 года, выборочное цитирование текста письма гособвинителем представители некоторых общественных организаций, к примеру, «Матери Беслана», связывали с предвзятостью прокуратуры.
В основу письма положено обвинение России в экспансии на Кавказ, выделена начатая Джохаром Дудаевым в начале 1990-х годов тема «русизма» как основы идеологии русских:

«Ваша великорусская мечта, сидя по горло в дерьме, затащить туда всех остальных. Это и есть Русизм».— Письмо Басаева Путину
По мнению обозревателя РИА Новости Дмитрия Бабича, ранее бравшего интервью у Шамиля Басаева, суть письма сводилась к формуле «безопасность в обмен на территории», но в силу умственного состояния Басаева, его неспособности контролировать единоверцев и потому говорить за «всех мусульман России», а главное непонимания им ситуации после трагедии в Беслане, содержание этого письма следует считать «идиотским» по смыслу («От раба Аллаха Шамиля Басаева — президенту Путину. Владимир Путин, не ты начал эту войну. Но ты можешь окончить её, если у тебя будет мужество и уверенность де Голля…»), и посредственным по стилю. Обозреватель «Ежедневного журнала» Леонид Рузов, в целом признавая, что письмо Басаева по стилю «напоминает причудливый образчик исламской риторики вперемешку с постсоветским канцеляритом» и что сам Басаев не имел достаточного авторитета, отмечал, по мнению журналиста, главное, — письмо доказывает непричастность к организации теракта в Беслане Аслана Масхадова.
Само письмо Басаева Путину не внесено в список экстремистских материалов, но некоторые публикации, основанные на материалах этого документа, признаны экстремистскими.
Письмо-обращение Басаева к президенту России Владимиру Путину было представлено на тематических выставках в качестве экспоната. Помимо этого письма были и другие, менее известные письма Басаева Путину.

### Открытое письмо Басаева
В сентябре 2004 года на сайте «Кавказ-центр» было размещено открытое письмо Шамиля Басаева, в котором он взял на себя ответственность за террористический акт в Беслане. Российские власти и мировая общественность выразили надежду, что «Басаев предстанет перед правосудием как можно быстрей»:

Письмо Басаева вызвало осуждение американского госдепартамента. Выступая на пресс-конференции в Варшаве, заместитель госсекретаря США Ричард Армитэдж заявил: «Он без всякого сомнения показывает свою бесчеловечность. Любой, кто использует невиновных людей для политических целей, не достоин жить в том обществе, которое мы считаем нормальным», — заявил американский дипломат.— «Русская служба Би-би-си» от 17 сентября 2004

### Другие письма
В 2000 году Шамиль Басаев написал открытое письмо палестинскому руководству с упреками в лицемерии по чеченскому вопросу.
Письмо Шамиля Басаева было передано сотруднику организации «Врачи без границ» Кеннету Глаку с извинениями за его похищение.
В 2002 году Басаев направлял письмо лидерам НАТО с просьбой оказать давление на Россию с целью скорейшего вывода войск с территории Чечни.
Открытое письмо Басаева, распространённое через сайты чеченских сепаратистов в 2004 году, включало в себя описание всевозможных форм мести за убийство в Катаре Зелимхана Яндарбиева, бывшего президента самопровозглашённой республики Ичкерия.
В ходе антитеррористических операций выяснилось, что Басаев общался с полевыми командирами через письма, в которых рассуждал о политическом устройстве Чечни и мира в целом.

## Семья
Отец — Салман Басаев, мать — Нура Басаева (чеченцы по национальности). У Басаева был брат Ширвани и сестра Зинаида. Благодаря отцу его названым братом стал Хаттаб.
3 июня 1995 года ракетно-бомбовым ударом был уничтожен дом дяди Шамиля Басаева Хасмагомеда Басаева в Ведено, в результате чего погибли 12 родственников Басаева, в том числе его сестра Зинаида (род. 1964) и семеро детей.
Брат — Ширвани Басаев — также участвовал в боевых действиях против России: во время Первой чеченской войны он был комендантом села Бамут, принимал участие в российско-чеченских переговорах. Зимой 1999—2000 годов Ширвани активно участвовал в обороне Грозного. В декабре 2000 года было распространено сообщение о его смертельном ранении в бою с российскими войсками, но позже оно было опровергнуто. По некоторым сведениям, после тяжёлого ранения он был эвакуирован в Турцию, где занимался сбором финансовых средств и закупками вооружения для чеченских боевиков.
Отец Салман Басаев после начала Второй чеченской войны скрывался от федеральных сил у дальних родственников. Погиб 12 января 2002 года в боестолкновении с российскими войсками в селе Ахкинчу-Борзой Курчалоевского района Чечни.

### Личная жизнь
Сведения о браках, жёнах и детях Шамиля Басаева противоречивы. На сегодняшний день доподлинно известно только то, что ни один ребёнок Басаева не носит отцовскую фамилию.
По одной версии, Басаев был трижды женат (одна из жён была русской) и на момент смерти у него было двое сыновей (на тот момент им было 14 и 16 лет) и три дочери. По другим данным, Басаев был женат пять раз.
Первый раз он женился в 1993 году на уроженке Абхазии из селения Дурипш Гудаутского района, которая перед второй чеченской кампанией уехала с двумя детьми, мальчиком и девочкой, либо в Азербайджан, либо в Турцию, где их следы затерялись; по непроверенным данным, живёт в Голландии. По другой версии, первая жена и его сын до недавнего времени жили в Абхазии.
Вторую жену, Индиру Джения из абхазского села Лыхны (или, по другим данным, из села Мгудзырхуа), он привёз домой после своего участия в войне 1992—1993 годов; в начале второй чеченской кампании Басаев отправил её домой; неизвестно, жива ли она, но, по некоторым сведениям, она живёт в Голландии. По другим источникам, вторую жену звали Анжела Джения, и они поженились или в 1993 году, или весной 1994 года. От этого брака у Басаева дочь.
Басаев женился в третий раз 9 декабря 2000 года.
23 февраля 2005 года Басаев женился на кубанской казачке из Краснодарского края (сестре одного из боевиков).
29 ноября 2005 года он женился на 25-летней жительнице Грозного Элине Эрсеноевой, впоследствии похищенной неизвестными.

## В культуре
- Известный бард Булат Окуджава в июле 1995 года, уже после теракта в Будённовске, во время интервью радиостанции «Свобода» заявил: «Когда-нибудь ему (Шамилю Басаеву) поставят большой памятник. Потому что он единственный пока, кто смог остановить эту бойню»[165][166].
- Басаев фигурирует в нескольких песнях барда Тимура Муцураева[167][168].
- В репертуаре группы «Чугунный скороход» есть песня «Шамиль Басаев»[169].
- В 2018 году в прокат вышел фильм «Решение о ликвидации», посвящённый специальной операции ФСБ России, в ходе которой Басаев был убит[170].